# Цагера
Цагера (груз. ცაგერა) — село в Грузии, на территории Цагерского муниципалитета края (мхаре) Рача-Лечхуми и Нижняя Сванетия.

## География
Село находится в северной части Грузии, на левом берегу реки Риони, на расстоянии приблизительно 12 километров (по прямой) к юго-востоку от города Цагери, административного центра муниципалитета. Абсолютная высота — 735 метров над уровнем моря.

## Население
По результатам официальной переписи населения 2014 года, в Цагере проживало 28 человек (8 мужчин и 20 женщин). В национальной структуре населения грузины составляли 100 %.
| Год  | Население, человек |
| ---- | ------------------ |
| 2002 | 66                 |
| 2014 | ↘ 28               |